# Campionato europeo di hockey su prato femminile 2013
Il Campionato europeo di hockey su prato femminile 2013 è stato la 11ª edizione del torneo. Si è svolto a Boom, in Belgio, dal 17 al 24 agosto 2013. La Germania ha vinto il titolo per la seconda volta.

## Squadre partecipanti
- Belgio
- Bielorussia
- Germania
- Inghilterra
- Irlanda
- Paesi Bassi
- Scozia
- Spagna

## Prima fase

### Gruppo A
| Pos. | Squadra     | Pt | G | V | N | P | GF | GS | DR  |
| ---- | ----------- | -- | - | - | - | - | -- | -- | --- |
| 1.   | Paesi Bassi | 9  | 3 | 3 | 0 | 0 | 15 | 0  | +15 |
| 2.   | Belgio      | 6  | 3 | 2 | 0 | 1 | 8  | 3  | +5  |
| 3.   | Irlanda     | 3  | 3 | 1 | 0 | 2 | 3  | 11 | -8  |
| 4.   | Bielorussia | 0  | 3 | 0 | 0 | 3 | 3  | 15 | -12 |

| Data      | Ora         | Partita     | Partita | Partita     |
| --------- | ----------- | ----------- | ------- | ----------- |
| 17-8-2013 | 14:00 UTC+2 | Belgio      | 5 - 1   | Bielorussia |
| 17-8-2013 | 18:00 UTC+2 | Paesi Bassi | 6 - 0   | Irlanda     |
| 18-8-2013 | 16:00 UTC+2 | Irlanda     | 3 - 2   | Bielorussia |
| 18-8-2013 | 20:00 UTC+2 | Belgio      | 0 - 2   | Paesi Bassi |
| 20-8-2013 | 18:00 UTC+2 | Irlanda     | 0 - 3   | Belgio      |
| 20-8-2013 | 20:00 UTC+2 | Paesi Bassi | 7 - 0   | Bielorussia |

### Gruppo B
| Pos. | Squadra     | Pt | G | V | N | P | GF | GS | DR |
| ---- | ----------- | -- | - | - | - | - | -- | -- | -- |
| 1.   | Germania    | 9  | 3 | 3 | 0 | 0 | 5  | 1  | +4 |
| 2.   | Inghilterra | 6  | 3 | 2 | 0 | 1 | 6  | 3  | +3 |
| 3.   | Spagna      | 3  | 3 | 1 | 0 | 2 | 2  | 6  | -4 |
| 4.   | Scozia      | 0  | 3 | 0 | 0 | 3 | 2  | 5  | -3 |

| Data      | Ora         | Partita     | Partita | Partita     |
| --------- | ----------- | ----------- | ------- | ----------- |
| 17-8-2013 | 10:00 UTC+2 | Inghilterra | 3 - 0   | Spagna      |
| 17-8-2013 | 12:00 UTC+2 | Germania    | 1 - 0   | Scozia      |
| 18-8-2013 | 12:00 UTC+2 | Spagna      | 2 - 1   | Scozia      |
| 18-8-2013 | 14:00 UTC+2 | Germania    | 2 - 1   | Inghilterra |
| 20-8-2013 | 14:00 UTC+2 | Inghilterra | 2 - 1   | Scozia      |
| 20-8-2013 | 16:00 UTC+2 | Spagna      | 0 - 2   | Germania    |

## Incontri di classificazione dal 5º all'8º posto
I risultati degli scontri diretti della prima fase vengono conservati.
| Pos. | Squadra     | Pt | G | V | N | P | GF | GS | DR |
| ---- | ----------- | -- | - | - | - | - | -- | -- | -- |
| 1.   | Spagna      | 9  | 3 | 3 | 0 | 0 | 7  | 3  | +4 |
| 2.   | Scozia      | 6  | 3 | 2 | 0 | 1 | 7  | 5  | +2 |
| 3.   | Irlanda     | 3  | 3 | 1 | 0 | 2 | 4  | 6  | -2 |
| 4.   | Bielorussia | 0  | 3 | 0 | 0 | 3 | 6  | 10 | -4 |

| Data      | Ora         | Partita     | Partita | Partita     |
| --------- | ----------- | ----------- | ------- | ----------- |
| 22-8-2013 | 14:00 UTC+2 | Bielorussia | 2 - 3   | Scozia      |
| 22-8-2013 | 16:00 UTC+2 | Irlanda     | 0 - 1   | Spagna      |
| 24-8-2013 | 9:00 UTC+2  | Irlanda     | 1 - 3   | Scozia      |
| 24-8-2013 | 11:00 UTC+2 | Spagna      | 4 - 2   | Bielorussia |

## Fase finale
|  | Semifinali        | Semifinali        | Semifinali  |             |                | Finale          | Finale          | Finale          |  |
|  |                   |                   |             |             |                |                 |                 |                 |  |
|  | Germania (dtr)    | Germania (dtr)    | 2 (2)       |             |                |                 |                 |                 |  |
|  | Germania (dtr)    | Germania (dtr)    | 2 (2)       |             |                |                 |                 |                 |  |
|  | Belgio            | Belgio            | 2 (0)       |             |                |                 |                 |                 |  |
|  | Belgio            | Belgio            | 2 (0)       |             | Germania (dtr) | Germania (dtr)  | 4 (2)           |                 |  |
|  |                   |                   |             |             | Germania (dtr) | Germania (dtr)  | 4 (2)           |                 |  |
|  |                   |                   | Inghilterra | Inghilterra | 4 (0)          |                 |                 |                 |  |
|  | Paesi Bassi       | Paesi Bassi       | Inghilterra | Inghilterra | 4 (0)          | 1 (2)           |                 |                 |  |
|  | Paesi Bassi       | Paesi Bassi       |             |             |                | 1 (2)           |                 |                 |  |
|  | Inghilterra (dtr) | Inghilterra (dtr) | 1 (3)       |             |                | Finale 3º posto | Finale 3º posto | Finale 3º posto |  |
|  | Inghilterra (dtr) | Inghilterra (dtr) | 1 (3)       |             |                |                 |                 |                 |  |
|  |                   |                   |             |             |                |                 |                 |                 |  |
|  |                   |                   |             |             |                | Belgio          | Belgio          | 1               |  |
|  |                   |                   |             |             |                | Belgio          | Belgio          | 1               |  |
|  |                   |                   |             |             |                | Paesi Bassi     | Paesi Bassi     | 3               |  |

## Classifica finale
| Pos.    | Squadra     |
| ------- | ----------- |
| Oro     | Germania    |
| Argento | Inghilterra |
| Bronzo  | Paesi Bassi |
| 4.      | Belgio      |
| 5.      | Spagna      |
| 6.      | Scozia      |
| 7.      | Irlanda     |
| 8.      | Bielorussia |